# Liste der preußischen Kriegsminister
Liste der preußischen Kriegsminister von der Reorganisation 1808 bis 1919, als das Militär der Einzelstaaten in der Reichswehr aufging.
Die Bezeichnung „Kriegsminister“ ist historisch, heute heißen vergleichbare Ressortchefs Verteidigungsminister.
| Dienstgrad                                                   | Name                                          | Datum                                                                                | Bild                      |
| ------------------------------------------------------------ | --------------------------------------------- | ------------------------------------------------------------------------------------ | ------------------------- |
| Generalmajor                                                 | Gerhard von Scharnhorst                       | 0 Juli 1807 bis 17. Juni 1810 (1. Abteilung)                                         |                           |
| Oberst                                                       | Carl Friedrich Heinrich von Wylich und Lottum | 0 Dezember 1808 bis Januar 1809 (2. Abteilung)                                       |                           |
| Oberst/Generalmajor                                          | Karl Georg Albrecht Ernst von Hake            | 16. Juni 1810 bis Juli 1813                                                          |                           |
| Generalmajor/Generalleutnant                                 | Hermann von Boyen                             | 0 August 1813 bis 26. Dezember 1819                                                  |                           |
| Generalleutnant/General der Infanterie                       | Karl Georg Albrecht Ernst von Hake            | 26. Dezember 1819 bis 20. Oktober 1833                                               |                           |
| Generalleutnant                                              | Job von Witzleben                             | 25. April 1835 bis April 1837                                                        | Job von Witzleben (Mitte) |
| General der Infanterie                                       | Gustav von Rauch                              | 30. Juli 1837 bis 28. Februar 1841                                                   |                           |
| General der Infanterie                                       | Hermann von Boyen                             | 28. Februar 1841 bis 7. Oktober 1847                                                 |                           |
| Generalleutnant                                              | Ferdinand von Rohr                            | 07. Oktober 1847 bis 1. April 1848                                                   |                           |
| Generalleutnant                                              | Karl von Reyher                               | 02. bis 26. April 1848                                                               |                           |
| Generalleutnant                                              | August von Kanitz                             | 01. Mai bis 16. Juni 1848                                                            |                           |
| Generalleutnant                                              | Ludwig Roth von Schreckenstein                | 25. Juni bis 7. September 1848                                                       |                           |
| General der Infanterie                                       | Ernst von Pfuel                               | 20. September bis 1. November 1848                                                   |                           |
| Generalmajor                                                 | Karl Adolf von Strotha                        | 08. November 1848 bis 27. Februar 1850                                               |                           |
| Generalleutnant                                              | August von Stockhausen                        | 27. Februar 1850 bis 31. Dezember 1851                                               |                           |
| Generalmajor                                                 | Alexander von Wangenheim                      | 31. Dezember 1851 bis 13. Januar 1852 (mit der Wahrnehmung der Geschäfte beauftragt) |                           |
| Generalleutnant                                              | Eduard von Bonin                              | 13. Januar 1852 bis 5. Mai 1854                                                      |                           |
| Generalmajor/Generalleutnant                                 | Friedrich von Waldersee                       | 05. Mai 1854 bis 6. November 1858                                                    |                           |
| Generalleutnant/General der Infanterie                       | Eduard von Bonin                              | 06. November 1858 bis 27. November 1859                                              |                           |
| Generalleutnant/General der Infanterie/ Generalfeldmarschall | Albrecht von Roon                             | 05. Dezember 1859 bis 9. September 1873                                              |                           |
| Generalleutnant                                              | Georg von Kameke                              | 01. Januar bis 9. November 1873 (in Vertretung)                                      |                           |
| Generalleutnant/General der Infanterie                       | Georg von Kameke                              | 09. November 1873 bis 3. März 1883                                                   |                           |
| Generalleutnant/General der Infanterie                       | Paul Bronsart von Schellendorff               | 03. März 1883 bis 8. April 1889                                                      |                           |
| General der Infanterie                                       | Julius von Verdy du Vernois                   | 08. April 1889 bis 3. Oktober 1890                                                   |                           |
| Generalleutnant/General der Infanterie                       | Hans von Kaltenborn-Stachau                   | 04. Oktober 1890 bis 12. Oktober 1893                                                |                           |
| General der Infanterie                                       | Walther Bronsart von Schellendorff            | 17. Oktober 1893 bis 14. August 1896                                                 |                           |
| Generalleutnant/General der Infanterie                       | Heinrich von Goßler                           | 14. August 1896 bis 14. August 1903                                                  |                           |
| Generalleutnant                                              | Karl von Einem                                | 16. Mai bis 14. August 1903 (mit der Wahrnehmung der Geschäfte beauftragt)           |                           |
| Generalleutnant/General der Kavallerie                       | Karl von Einem                                | 14. August 1903 bis 11. August 1909                                                  |                           |
| General der Infanterie                                       | Josias von Heeringen                          | 19. August 1909 bis 4. Juli 1913                                                     |                           |
| Generalleutnant                                              | Erich von Falkenhayn                          | 08. Juli 1913 bis 20. Januar 1915                                                    |                           |
| Generalleutnant                                              | Adolf Wild von Hohenborn                      | 20. Januar 1915 bis 29. Oktober 1916                                                 |                           |
| General der Artillerie                                       | Hermann von Stein                             | 04. November 1916 bis 9. Oktober 1918                                                |                           |
| Generalleutnant                                              | Heinrich Schëuch                              | 09. Oktober 1918 bis 2. Januar 1919 (Abschiedsgesuch vom 15. Dezember 1918)          |                           |
| Oberst                                                       | Walther Reinhardt                             | 02. Januar bis 13. September 1919                                                    |                           |

## 18. Jahrhundert
Im 18. Jahrhundert wurde die eigentliche Aufgabe eines Kriegsministers nach heutigem Verständnis von den Königen Friedrich Wilhelm I. und Friedrich II. selbst wahrgenommen, danach von königlichen Prinzen und von Generälen, die nicht in eine Ministerialverwaltung eingebunden waren. Gleichwohl wurden die Titel „Kriegsminister“ und „Kriegsrat“ vergeben – diese hatten aber eher mit der Finanzierung des Krieges zu tun; sie trieben Steuern ein und verwalteten die königlichen Domänen:
- Joachim Christian von Blumenthal
- Friedrich Wilhelm von Grumbkow
- Ewald Friedrich von Hertzberg
- Heinrich Graf von Podewils
- Friedrich Wilhelm von Rohdich
- Adam Otto von Viereck

Zu Beginn des 19. Jahrhunderts gab es noch kein einheitliches Kriegsministerium, sondern zwei Abteilungen (Departements):
1. Allgemeines Kriegsdepartement
2. Militär-Ökonomie Departement